# Secretari de stat în Guvernul Petre Roman (2)
În Guvernul Petre Roman (2) au fost incluși și secretari de stat, provenind de la diverse partide.

## Secretari de stat
- Consilier al primului ministru

Ion Aurel Stoica (22 martie - 30 aprilie 1991)
Adrian Severin (30 aprilie - 16 octombrie 1991)
- Vice Prim Ministru, Ministru pentru Reformă și Relațiile cu Parlamentul (28 iunie 1990- 16 octombrie1991).

- Secretar de stat, șef al Departamentului Informații

Caius Traian Dragomir (7 iunie - 16 octombrie 1991)
- Secretar de stat la Departamentul pentru Strategia Reformei

Bujor Bogdan Teodoriu (15 - 16 octombrie 1991)

### Secretariatul General al Guvernului
- Secretar general al Guvernului

Sever Georgescu (28 iunie - 18 octombrie 1990)
Nicolae Olteanu (18 octombrie 1990 - 28 mai 1991)
Paul Jerbas (28 mai 1991 - 16 octombrie 1991)
- Secretar general adjunct al Guvernului

Ion Columbeanu (28 iunie - 18 octombrie 1990)
Mihail Gondoș (6 februarie - 28 iunie 1991)

### Ministerul Apărării Naționale
- Secretar de stat la Ministerul Apărării Naționale, șeful Marelui Stat Major al Armatei

General Vasile Ionel (18 august 1990 - 2 mai 1991)
General Dumitru Cioflină (2 mai - 16 octombrie 1991)
- Secretar de stat la Ministerul Apărării Naționale, șef al Departamentului pentru Înzestrarea Armatei

General Niculae Spiroiu (8 noiembrie 1990 - 30 aprilie 1991)

### Ministerul de Externe
- Secretar de stat, șef al Departamentului Organizare Internațională și Drept Internațional, al Ministerului de Externe

Constantin Ene (23 august 1990 - 16 octombrie 1991)
- Secretar de stat, șef al Departamentului Cultură, Presă și Probleme Consulare, al Ministerului de Externe

Adrian Dohotaru (23 august 1990 - 16 octombrie 1991)
- Secretar de stat, șef al Departamentului America Latină, Asia și Africa, al Ministerului de Externe

Teodor Viorel Meleșcanu (23 august 1990 - 16 octombrie 1991)
- Secretar de stat la Ministerul de Externe

Gheorghe Tinca (23 august 1990 - 16 octombrie 1991)

### Ministerul Finanțelor
- Secretar de stat la Ministerul Finanțelor, șef al Departamentului Impozite și Taxe

Florian Bercea (25 august 1990 - 30 aprilie 1991)
- Secretar de stat la Ministerul Finanțelor, șef al Departamentului Bugetul Statului

Aurel Berea (13 septembrie 1990 - 30 aprilie 1991)
Florian Bercea (30 aprilie - 16 octombrie 1991) - cu titlul de "Ministru însărcinat cu bugetul, în cadrul Ministerului Economiei și Finanțelor"
- Secretar de stat la Ministerul Finanțelor

Nicolae Văcăroiu (28 iunie - 18 octombrie 1990)
- Secretar de stat la Agenția Română pentru Promovarea Investițiilor și Asistenței Economice din Străinătate (transformată la 20 martie 1991 în Agenția Română pentru Dezvoltare)

Mișu Negrițoiu (18 octombrie 1990 - 16 octombrie 1991)
- Secretar de stat, director general la Comisia Națională de Prognoză, Plan și Conjunctură Economică

Mircea Coșea (18 octombrie 1990 - 16 octombrie 1991)

### Ministerul Economiei și Finanțelor
- Secretar de stat la Ministerul Economiei și Finanțelor

Nicolae Văcăroiu (7 mai - 16 octombrie 1991)
Mircea Boulescu (7 mai - 16 octombrie 1991)
Mircea Coșea (7 mai - 16 octombrie 1991)
Iacob Zelenco (10 mai - 16 octombrie 1991)
- Secretar de stat pentru Buget, la Ministerul Economiei și Finanțelor

Aurel Berea (10 mai - 16 octombrie 1991)
- Secretar de stat la Agenția Națională pentru Privatizarea și Dezvoltarea Întreprinderilor Mici și Mijlocii

Teodor Stolojan (14 mai - 16 octombrie 1991)

### Ministerul Resurselor și Industriei
- Secretar de stat, șef al Departamentului Industriei Construcțiilor de Mașini

Andrei Pintilie (6 iulie 1990 - 19 ianuarie 1991)
- Secretar de stat, șef al Departamentului Industriei Electrotehnicii, Electronicii, Mecanicii Fine și Mașinilor-Unelte

Vasile Baltac (6 iulie 1990 - 2 august 1991)
- Secretar de stat, șef al Departamentului Industriei Petrolului

Vasile Murea (6 iulie - 18 octombrie 1990)
- Secretar de stat, șef al Departamentului Industrializării Lemnului

Ion Râmbu (6 iulie - 18 octombrie 1990)
- Secretar de stat, șef al Departamentului Industriei Textile și Pielăriei

Dan Corneliu Zaharia (6 iulie 1990 - 2 august 1991)
- Secretar de stat, șef al Departamentului Industriei Metalurgice

Alexandru Georgescu (28 iunie 1990 - 17 iunie 1991)
Sorin Dimitriu (17 iunie 1991 - 16 octombrie 1991)
- Secretar de stat la Ministerul Resurselor și Industriei

Mihail Ianăș (28 iunie 1990 - 2 august 1991)
Traian Carpen (28 iunie 1990 - 2 august 1991)
Ladislau Frumosu (28 iunie 1990 - 6 iulie 1991)
Ilie Gheorghe (28 iunie 1990 - 29 aprilie 1991)
Constantin Sideriaș (6 iulie 1990 - 2 mai 1991)
Dumitru Popescu (6 iulie 1990 - 16 octombrie 1991)
Marin Cristea (14 iulie 1990 - 16 octombrie 1991)
Dan Constantinescu (25 februarie - 16 octombrie 1991)
Marin Nicolae (4 aprilie - 16 octombrie 1991)
Nicolae Nicolaescu (4 aprilie - 2 august 1991)
Ion Dan Drăgoi (25 iunie - 16 octombrie 1991)
Alexandru-Octavi Stănescu (6 iulie - 2 august 1991)
Dionisie Dobra (2 august - 16 octombrie 1991)

### Ministerul Agriculturii și Alimentației
- Secretar de stat la Ministerul Agriculturii și Alimentației

Petru Mărculescu (15 iulie - 16 octombrie 1991) - ad-interim la conducerea Ministerului
- Secretar de stat însărcinat cu privatizarea la Ministerul Agriculturii și Alimentației

Valeriu Pescaru (14 iulie 1990 - 16 octombrie 1991)
La 30 aprilie 1991, Valeriu Pescaru a fost numit în funcția de ministru secretar de stat, însărcinat cu privatizarea la Ministerul Agriculturii și Alimentației
- Secretar de stat la Ministerul Agriculturii și Alimentației, șeful Departamentului Agriculturii de Stat

Mihail Cojocaru (28 iunie 1990 - 2 mai 1991)
Ovidiu Grasu (2 mai - 26 septembrie 1991), eliberat din funcția de șef de Departament
- Secretar de stat la Ministerul Agriculturii și Alimentației

Marin Capisizu (28 iunie 1990 - 26 septembrie 1991)
Romică Condrutz (28 iunie 1990 - 10 mai 1991)
Vasile Duță (28 iunie 1990 - 10 mai 1991)
Ion Moldovan (28 iunie - 18 octombrie 1990)
Costică Leu (28 iunie - 18 octombrie 1990)
Vintilă Rotaru (28 iunie - 18 octombrie 1990)
Dumitru Antonescu (28 iunie - 18 octombrie 1990)
Mihai Arghir (28 iunie - 18 octombrie 1990)
Petre Plăcintă (18 octombrie 1990 - 26 septembrie 1991)
Ioan Bușui (18 octombrie 1990 - 16 octombrie 1991)
Emil Dobrescu (10 mai - 26 septembrie 1991)
Octavian Mihăescu (10 mai - 16 octombrie 1991)
Constantin Arseni (26 septembrie - 16 octombrie 1991)
Gheorghe Antohi (26 septembrie - 16 octombrie 1991)
Ovidiu Natea (26 septembrie - 16 octombrie 1991)
Ovidiu Grasu (26 septembrie - 16 octombrie 1991)

### Ministerul Comerțului și Turismului
- Secretar de stat, șef al departamentului Comerț Exterior

Napoleon Pop (6 iulie 1990 - 16 octombrie 1991)
- Secretar de stat, șef al Departamentului Comerț Interior

Cornel Ceucă (6 iulie 1990 - 16 octombrie 1991)
- Secretar de stat, șef al Departamentului Turism

Petre Baron (6 iulie 1990 - 22 martie 1991)
Cornel Grigoruț (22 martie - 5 august 1991)
Viorel Cataramă (5 august - 16 octombrie 1991)
- Secretar de stat la Ministerul Comerțului și Turismului

Ștefan Voicu (28 iunie 1990 - 5 august 1991)
Virgil Popescu (14 iulie 1990 - 16 octombrie 1991)

### Ministerul Lucrărilor Publice, Transporturilor și Amenajării Teritoriului
```
 Secretar de stat sef al departamentului transporturilor din MLPTAT
 Mihail Misu Galea (13 10 1990-11 02 1991 )
```

- Secretar de stat, șef al Departamentului Aviației Civile la Ministerul Lucrărilor Publice, Transporturilor și Amenajării Teritoriului

Nicolae Bucătaru (16 iulie - 16 octombrie 1991)
- Secretar de stat și șef de Departament la Ministerul Lucrărilor Publice, Transporturilor și Amenajării Teritoriului

Mihail Mișu Galea (11 februarie 1991 - 01 aprilie 1991)
Teodor Groza (11 februarie - 20 aprilie 1991)
- Secretar de stat la Ministerul Lucrărilor Publice, Transporturilor și Amenajării Teritoriului

Alexandru Dobre (28 iunie 1990 - 18 octombrie 1990)
Victor Dumitrache (6 iulie 1990 - 16 octombrie 1991)
Mihail Mișu Galea (01 aprilie 1991-01 mai 1991)
Alexandru Bunea (10 mai - 16 octombrie 1991)
Călin Marinescu (10 mai - 16 octombrie 1991)

### Ministerul Mediului
- Secretar de stat la Ministerul Mediului

Marian Bejan Popescu (28 iunie 1990 - 20 aprilie 1991)
Angheluță Vădineanu (28 iunie 1990 - 20 mai 1991)
Gh. Paul Niculescu (20 mai - 16 octombrie 1991)
Ioan Jelev (20 mai - 16 octombrie 1991)

### Ministerul Învățământului și Științei
- Secretar de stat la Ministerul Învățământului și Științei

Hans Otto Stamp (28 iunie - 18 octombrie 1990)
Sorin Cristea (18 octombrie 1990 - 16 octombrie 1991)
Alexandru Roșu (9 septembrie - 16 octombrie 1991)

### Ministerul Culturii
- Secretar de stat la Ministerul Culturii, șef al Departamentului Cultelor

Gheorghe Vlăduțescu (6 iulie 1990 - 16 octombrie 1991)
- Secretar de stat la Ministerul Culturii

Andor Horváth (28 iunie 1990 - 16 octombrie 1991)
Coriolan Babeț (28 iunie 1990 - 20 mai 1991)
Eugen Vasiliu (22 februarie - 16 octombrie 1991)
Radu Boroianu (20 mai - 16 octombrie 1991)

### Ministerul Sănătății
- Secretar de stat la Ministerul Sănătății

Mircea Rădescu (28 iunie 1990 - 17 mai 1991)

### Ministerul Tineretului și Sportului
- Secretar de stat la Ministerul Tineretului și Sportului

Lazăr Vlăsceanu (10 iunie - 16 octombrie 1991)

### Ministerul Muncii și Protecției Sociale
- Secretar de stat la Ministerul Muncii și Protecției Sociale

Costică Alecu (5 august - 16 octombrie 1991)

### Comisia Națională pentru Standarde, Metrologie și Calitate
- Secretar de stat și președinte al Comisiei Naționale pentru Standarde, Metrologie și Calitate

Nicolae-George Drăgulănescu (01 februarie 1990 - 15 februarie 1992)

## Sursa
- Stelian Neagoe - "Istoria guvernelor României de la începuturi - 1859 până în zilele noastre - 1995" (Ed. Machiavelli, București, 1995)
- Rompres Arhivat în 27 septembrie 2007, la Wayback Machine.